# Polonia en los Juegos Paralímpicos de Örnsköldsvik 1976
Polonia estuvo representada en los Juegos Paralímpicos de Örnsköldsvik 1976 por siete deportistas masculinos. El equipo paralímpico polaco no obtuvo ninguna medalla en estos Juegos.